# Cigar box

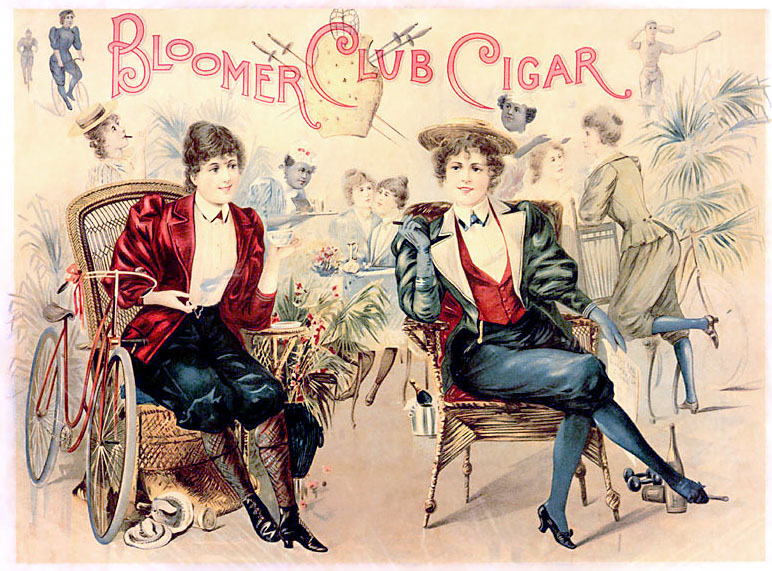
Un esempio di un'etichetta artistica per una scatola di sigari

Le cigar box sono un attrezzo utilizzato in giocoleria estremamente difficile da padroneggiare, consistente in tre o più scatole (cigar box) di forma rettangolare che unite, separate ed, eventualmente, lanciate in alto per poi essere riprese con movimenti acrobatici, descrivono in aria figure astratte. Tra gli esercizi più diffusi vi sono lo scambio rapido delle scatole a mezz'aria e giochi di equilibrismo. Le cigar box fanno parte del bagaglio del giocoliere «elegante». La maggior parte degli esercizi sono svolti con tre scatole; sono pochissimi i giocolieri in grado di utilizzarne di più.
In origine, si utilizzavano vere scatole per sigari, in seguito sono stati creati prodotti appositi con un'ampia scelta per adattarsi alle varie esigenze. I giocolieri professionisti preferiscono le Dubé cigar box, scatole di pregiata qualità in cartone plastificato o di polietilene e, generalmente, con un buon design (quindi, molto costose), mentre per i principianti sono più adatte le Beard cigar box, realizzate in plastica in modo da essere più resistenti.

## Caratteristiche della Cigar Box
Le dimensioni, i materiali ed il design di una Cigar Box non devono sottostare a degli standard; ogni azienda produce le scatole secondo un proprio modello.

### Materiali
Neopreneoltre ad essere un materiale leggero e non tossico, è particolarmente resistente alle cadute e quindi molto adatto per le scatole destinate ai principianti. Le cigar box realizzate con questo materiale vengono definite Beard.
Legnomeno resistenti, sono indubbiamente quelle di migliore qualità e piuttosto pregiate. Generalmente, hanno i lati rivestiti in feltro in modo da non essere scivolosi e da poter usare la scatole nei giochi di scambio.
Polietileneè il materiale delle cigar box ad uso professionale. È un materiale leggero, resistente, facilmente impugnabile. Le scatole di questo tipo vengono realizzate con un unico stampo (anziché realizzare sei facce incollate) e, di conseguenza, sono molto pregiate e costose. Vengono definite Dubé.
Cartonemolto leggere, sono anche molto fragili. Destinate ai bambini e ai principianti, queste scatole sono, ovviamente, le più economiche.

### Design
- Glow: è una particolare vernice che si illumina al buio. Le scatole di questo tipo sono consigliate anche per uso notturno e per creare effetti particolari.
- Colore cromato: è un tipo di colorazione molto richiesto poiché molto di effetto. Generalmente applicato su cigar box pregiate.
- Tinta unita o naturale: smaltate o lasciate al naturale, queste sono le scatole più diffuse. Ovviamente, più economiche e destinate ai principianti.
- Scacchi: la colorazione delle facce a scacchi è particolarmente ricercata dai professionisti, poiché è il design ideale per creare effetti particolari nei giochi di scambi.
- Personalizzato: alcune cigar box hanno le facce decorate con immagini o combinazioni di colori. Molto suggestive, sono anche le più costose e rare a trovarsi.

### Dimensioni
Le cigar box devono essere abbastanza grandi per poter essere facilmente impugnate, lanciate o tenute in equilibrio. Ne esistono di svariate dimensioni, ma le più diffuse tendono generalmente a rispettare le seguenti:
- Altezza: tra i 18 e i 20 centimetri;
- Larghezza: tra i 12 e i 13 centimetri;
- Profondità: tra i 5 e i 6 centimetri.

## Tecniche di gioco: scambio delle scatole
Ogni giocoliere ha un proprio modo di realizzare dei giochi acrobatici con le cigar box e le tecniche variano in base al numero di scatole usate. Le tecniche più diffuse prevedono l'uso di tre cigar box, due tenute in mano ed una terza al centro tra le due impugnate e sono così denominate:
- Center box spin: il giocoliere impugna due cigar box con le quali ne tiene una terza nel centro. Poi, lancia questa terza scatola in aria, facendole fare delle piroette. Infine, la riprende "afferrandola" tre le scatole che continua a impugnare.
- Flyover Shove and Grab: questo gioco ricorda un po' quello delle tre palle lanciate in aria e fatte roteare. La posizione di partenza è quella di impugnare due scatole e di tenerne una terza nel mezzo. Quindi, il giocoliere lancia in aria la scatola di destra. Subito, con la mano destra libera impugna la scatola che stava al centro. Fa passare la scatola della mano sinistra nel centro e, infine, con la mano sinistra libera afferra la scatola che aveva lanciato.
- Axles: è un gioco molto difficile che richiedere molta esperienza... ed è anche molto complicato da descrivere. Con la solita posizione di partenza con tre scatole (due impugnate e una terza stretta nel mezzo), il giocoliere lancia in aria la scatola destra insieme a quella centrale. Mentre le due scatole sono in aria, afferra la centrale e la fa roteare in modo che la scatola di destra diventi quella del centro. Quindi riafferra il tutto.
- Tumble: simile alla tecnica flyover, il giocoliere lancia in aria la scatola di sinistra, afferra quella nel centro e porta la scatola che piroetta in aria nel centro. Questa mossa la esegue in successione per due o più volte.
- Tumble toss: è un'estensione molto più complicata della tumble. In pratica, con movimenti molto veloci, il giocoliere lancia le scatole in modo che quella al centro passi alla mano sinistra, quella sinistra alla mano destra e quella destra nel centro. Subito, rilancia le scatole in modo che tornino nella posizione di partenza.
- False tumble toss: è una variante del tumble toss, definita "falsa" perché, con movimenti più semplici, crea un effetto spettacolare come il tumble toss. Il giocoliere lancia la scatola nel centro. Quindi fa roteare quella di sinistra attorno alla centrale dando l'illusione di uno scambio di scatole; invece, la centrale ritorna nel centro. Subito, il giocoliere riesegue la stessa mossa utilizzando la scatola di destra.
- Double-end Take-outs: il giocoliere lancia in aria tutte e tre le scatole. Quindi, incrocia le braccia in modo da afferrare con la mano destra la scatola di sinistra e con la mano sinistra la scatola di destra. Tornato alla posizione di partenza, le due scatole risultano, perciò, scambiate.
- Double around world: simile al double-end, è un po' più complicato. Il giocoliere lancia molto in alto tutte e tre le scatole. Quindi, incrocia le braccia come nella tecnica precedente, ma stavolta le fa roteare attorno alla scatola centrale due volte in modo da afferrarla con le braccia incrociate.
- Double around world - Charlie Brown's version: è una variante molto complicata del double around. Il giocoliere lancia molto in alto tutte e tre le scatole. Quindi, con la mano destra afferra la scatola a sinistra, la fa roteare attorno alle due che stanno cadendo e la passa sulla mano sinistra. Con la mano destra adesso libera, afferra la centrale ed usa le scatole impugnate per afferrare al centro l'ultima rimasta.

## Tecniche di gioco: equilibrismo
Un altro metodo di usare le cigar box è quello nell'ambito dell'equilibrismo. In pratica, si lanciano e si dispongono le scatole in modo da doverle tenere in equilibrio. Le tecniche più diffuse sono le seguenti:
- No flip transfer: il giocoliere impugna due scatole e ne tiene una terza sopra la scatola di destra, in equilibrio. Quindi la lancia e tenta di farla cadere sulla scatola di sinistra.
- Half-flip transfer: con la stessa posizione di partenza della no flip, stavolta il giocoliere lancia la terza scatola facendole fare una piroetta.
- Half-flip transfer exchange: un po' più complicata della tecnica precedente, il giocoliere lancia la scatola centrale e quella di destra insieme. Quindi, con la mano destra libera impugna quella centrale e fa finire la scatole che stava a destra sulla sinistra, in equilibrio.
- Half-flip rebalance: una tecnica molto semplice che impegna solo due scatole e una sola mano. Il giocoliere tiene in mano una scatola e sopra un'altra. Quindi lancia quest'ultima in aria facendole fare una giravolta e facendola cadere nuovamente sopra la scatola in mano.
- Half-flip exchange balance: simile alla tecnica del rebalance, il giocatore stavolta lancia le due scatole. Quindi afferra quella più in alto e la utilizza per afferrare in equilibrio quella sotto.
- 2 Box around the world: identica alla exchange, il giocoliere fa roteare la scatola che impugna due volte attorno a quella che cade, prima di afferrarla.

## Guinness dei Primati
- Nel 1977, lo svizzero Kris Gaston Kremo, uno dei più grandi giocolieri del mondo, stabilì un record mondiale (registrato nel Guinness dei primati) lanciando tre cigar box e riprendendole dopo quattro piroette.
- Il 13 marzo 1994, l'ungherese Krisztian Rinaldo Kristof, durante uno show nell'Hungarian State Circus, superò il record ripetendo lo stesso lancio, ma riprendendo le scatole nella stessa posizione di partenza.
- Il record del mondo nel tenere in equilibrio il maggior numero di cigar box consiste in 211 scatole tenute in equilibrio per 9 secondi.